# Пшеницын, Валентин Николаевич
Валентин Николаевич Пшеницын (3 января 1936, дер. Свистуха, ныне в составе Дмитрова, Московская область — 11 мая 2007) — советский биатлонист и тренер по биатлону, трёхкратный победитель чемпионата мира в неофициальном командном зачёте (1959, 1962, 1963), участник зимних Олимпийских игр 1960 и 1964. Заслуженный мастер спорта СССР, заслуженный тренер России.

## Биография
В начале карьеры занимался лыжным спортом. В 1953 году стал чемпионом РСФСР по лыжным гонкам среди юношей. В 1957 году выполнил норматив мастера спорта.
С 1958 года занимался биатлоном. Выступал за команду Вооружённых сил и город Москву. На чемпионате СССР по биатлону 1958 года занял четвёртое место в единственном виде программы — индивидуальной гонке, и тем самым квалифицировался в сборную СССР. Незадолго до того, в январе 1958 года стал призёром контрольной гонки в Яхроме.
Входил в сборную СССР в 1958—1965 годах. На первом чемпионате мира, в 1958 году, занял седьмое место в индивидуальной гонке, а в неофициальном командном зачёте в составе сборной СССР стал вторым. На следующем чемпионате мира, в 1959 году, снова стал седьмым в индивидуальной гонке, а в неофициальном командном зачёте вместе с Владимиром Меланьиным и Дмитрием Соколовым стал победителем.
На зимних Олимпийских играх 1960 в Скво-Вэлли занял пятое место в индивидуальной гонке.
На чемпионате мира 1961 года стал четвёртым в индивидуальной гонке и вторым в командном зачёте. На следующем чемпионате мира, в 1962 году, выиграл свою единственную личную медаль, заняв третье место в индивидуальной гонке, а в командном зачёте стал победителем вместе с Владимиром Меланьиным и Николаем Пузановым. В 1963 году занял седьмое место в индивидуальной гонке и снова победил в командном зачёте, вместе с Меланьиным и Николаем Мещеряковым.
В 1964 году во второй раз в карьере принял участие в зимних Олимпийских играх, проходивших в Иннсбруке, занял седьмое место в индивидуальной гонке.
Последним крупным турниром для Пшеницына стал чемпионат мира 1965 года. В индивидуальной гонке на этих соревнованиях не участвовал. Во впервые проведённой в экспериментальном неофициальном режиме эстафете 4х7,5 км вместе с Владимиром Меланьиным, Александром Приваловым и Николаем Пузановым занял третье место.
В 1965 году завершил спортивную карьеру. В 1967 году назначен тренером сборной команды Вооружённых сил СССР. В 1970—1974 годах тренировал юниорскую сборную СССР, в числе его воспитанников — Александр Ушаков, Геннадий Ковалёв, Юрий Колмаков, Николай Круглов, Анатолий Алябьев.
С 1979 по 1984 годы работал тренером основного состава сборной СССР, ассистировал старшему тренеру Виктору Маматову. Среди его воспитанников в этот период — Пётр Милорадов, Андрей Зенков, Сергей Булыгин.
В конце своей карьеры работал тренером в Центре олимпийских видов спорта Московской области.
Скончался 11 мая 2007 года. Похоронен на Лайковском кладбище Одинцово.

## Награды
- Орден Дружбы (14 апреля 1998) — за заслуги в развитии физической культуры и спорта, большой вклад в подготовку спортсменов[3]
- Орден «Знак Почёта» (9 апреля 1980)[4]